# Zenonas Dabkevičius
Zenonas Dabkevičius (* 26. August 1954 in Kupsčiai, Rajongemeinde Raseiniai) ist ein litauischer Phytopathologe und Professor.

## Leben
Nach dem Abitur von 1968 bis 1971 an der Mittelschule Betygala bei Raseiniai absolvierte Dabkevičius 1976 das Studium an der Landwirtschaftsakademie der Vytautas-Magnus-Universität in Kaunas. 1985 wurde er am Forschungsinstitut für Kartoffel-, Gartenwesen und Gartenbau in Weißrussland promoviert. Am 5. Oktober 1995 habilitierte er sich in Phytopathologie am Institut für Landwirtschaft Litauens, an dem er bereits seit 1976 tätig war. Von 1984 bis 1992 leitete er die Sektion für Phytopathologie, war von 1992 bis 1996 stellvertretender Direktor und ist seit 1997 Direktor des Instituts. Seit 2001 ist Dabkevičius Professor und Mitglied der Litauischen Akademie der Wissenschaften.

## Bibliografie
- Lietuvos zoninės žemdirbystės sistemos, 1987 m.
- Agrotechnika ūkininkui, 1991 m.
- Augalų apsauga ūkininkams, 1993 m.
- Žemės ūkio augalų kenkėjai ir ligos ir jų apskaita, vienas autorių, 2002 m.